# Kim Yu-Jin (1991)
Kim Yu-Jin (13 de abril de 1991) es una deportista surcoreana que compite en taekwondo. Ganó una medalla de oro en el Campeonato Mundial de Taekwondo de 2013 en la categoría de –53 kg.

## Palmarés internacional
| Campeonato Mundial | Campeonato Mundial | Campeonato Mundial | Campeonato Mundial |
| Año                | Lugar              | Medalla            | Categoría          |
| ------------------ | ------------------ | ------------------ | ------------------ |
| 2013               | Puebla (México)    | Medalla de oro     | –53 kg             |